# ニシホウボウ属
ニシホウボウ属 (学名：Prionotus) は、ホウボウ科の下位分類群の1つ。南北アメリカ大陸周辺の東太平洋と西大西洋に分布する。

## 分類
1801年にフランスの博物学者であるベルナール・ジェルマン・ド・ラセペードによって初めて属として記載され、1766年にカール・フォン・リンネによって記載された Trigla evolans をタイプ種とする単型属であった。属名は「Prion (鋸)」と「notus (背中)」を組み合わせたもので、ラセペードは遊離した3本の背鰭棘に基づき命名したが、実際は鰭膜の損傷によるとみられる。

## 下位分類
23種が分類されている。
- Prionotus alatus Goode & T. H. Bean, 1883 (Spiny searobin)
- Prionotus albirostris D. S. Jordan & Bollman, 1890 (Whitesnout searobin) ハナイトホウボウ[4]
- Prionotus beanii Goode, 1896 (Bean's searobin) トゲニシホウボウ[5]
- Prionotus birostratus J. Richardson, 1844 (Two-beaked searobin)
- Prionotus carolinus (Linnaeus, 1771) (Northern searobin)
- Prionotus evolans (Linnaeus, 1766) (Striped searobin)
- Prionotus horrens J. Richardson, 1844 (Bristly searobin)
- Prionotus longispinosus Teague, 1951 (Bigeye searobin)
- Prionotus martis Ginsburg, 1950 (Gulf of Mexico barred searobin)
- Prionotus miles Jenyns, 1840 (Galapagos gurnard)
- Prionotus murielae Mowbray, 1928
- Prionotus nudigula Ginsburg, 1950 (Red searobin)
- Prionotus ophryas D. S. Jordan & Swain, 1885 (Bandtail searobin)
- Prionotus paralatus Ginsburg, 1950 (Mexican searobin)
- Prionotus punctatus (Bloch, 1793) (Bluewing searobin)
- Prionotus roseus D. S. Jordan & Evermann, 1887 (Bluespotted searobin) ニシホウボウ[6]
- Prionotus rubio D. S. Jordan, 1886 (Blackwing searobin)
- Prionotus ruscarius Gilbert & Starks, 1904 (Common searobin)
- Prionotus scitulus D. S. Jordan & Gilbert, 1882 (Leopard searobin)
- Prionotus stearnsi D. S. Jordan & Swain, 1885 (Shortwing searobin) ホソニシホウボウ[7]
- Prionotus stephanophrys Lockington, 1881 (Lumptail searobin) マルヅラホウボウ[8]
- Prionotus teaguei Briggs, 1956 (Long-ray searobin)
- Prionotus tribulus G. Cuvier, 1829 (Bighead searobin)

P. murielae は2020年に P. ophyras の幼魚であると判明した。

## 分布と生息地
アメリカ大陸周辺の西大西洋と東太平洋の熱帯から温帯海域に分布する。沿岸、湾、河口に生息する。化石がイギリスとアメリカ合衆国西海岸のフロリダ州からニュージャージー州にかけての地域で発見されている。

## 形態
頭部は大きく硬くほぼ正方形で、多数の棘と隆起があり、眼窩は広い。口は下向きで先端かその付近にあり、顎と口蓋に単純な歯を持つ。背鰭は二基あり、第一背鰭は大抵10棘、場合によっては9または11棘から成るが、後部の棘は非常に短いため判別が難しい。第二背鰭は11 - 13軟条から成る。胸鰭は長く、臀鰭基部中央を超えて伸びており、13 - 14条から成り、下部には2 - 3本の遊離軟条がある。体には粗い鱗が全体にある。最小種は P. murielae で最大全長は6 cm、最大種は P. ruscarius で、最大全長は30.5 cm。

## 生態
筋肉で鰾を振動させることで発音する。この音はカエルの鳴き声のように聞こえ、フランス語では「うめき声」を意味する言葉で呼ばれる。夜行性であり日中はあまり活動せず、夜には遊離軟条を用いて海底を歩き、砂や泥に埋もれた獲物を探す。遊離軟条は化学受容性を利用して獲物を検出することができる。硬く四角い頭で底を掘って獲物を取り出す。甲殻類、頭足類、腹足類、二枚貝、端脚類、卵、その他の魚や海藻など様々なものを捕食する。幼魚はカイアシ類を捕食する傾向が強い。鋭い棘により捕食者は少ないが、サメに捕食される。
交尾時にはスタッカートで鳴くことが知られている。晩春から初秋にかけて産卵し、7月から8月に活動のピークを迎える。体外受精を行い、卵は海流によって海中に散らばる。卵は黄色く直径は1 mm未満である。孵化までに約60時間かかり、親の世話は無い。孵化した仔魚の体長は2 - 3 mm。体長150 mmに達すると遊離軟条が発達し、2 - 3 歳頃に性成熟し、寿命は通常8年ほどだが、11年生きることもある。